# SIG P226
SIG-Sauer P226(시그 자우어 P226, 독일어: Schweizerische Industrie Gesellschaft (SIG)-Sauer P226)는 시그 자우어(SIG-Sauer)가 SIG-Sauer P220을 기반으로 개발한 9 mm 패러벨럼 탄환을 사용하는 대형 권총이다.

## 특징
SIG P226은 P220과의 차이를 외관상으로 알아보기는 힘들지만, 가장 개선된 점으로는 복열 탄창의 도입이 있다. 그 결과 장탄수가 9 mm 파라벨럼 기준으로 P220의 9+1발에서 15+1발로 늘어났다. .357 SIG 탄환이나 .40 S&W 탄환 기준으로는 12+1발이다. 장시간 물이나 흙탕물 안에 담근 후에도 확실히 작동할 정도로 견고하고, 뛰어난 내구성을 과시하지만 가격은 P220보다 비싸다. 미군의 제식 권총 사업에서는 높은 가격과 더불어 수동 안전 장치가 없다는 점으로 인해 베레타 92에 밀려 채용되지 않았다. 그러나 각국의 군대, 경찰 등의 기관 중에서 비교적 경제적으로 여유가 있는 기관을 중심으로 많이 채택하고 있다. 특히 베레타 92의 (슬라이드 파손을 비롯한) 내구성 문제가 제기되면서 네이비 실과 영국의 SAS 등 여러 특수부대의 제식 권총으로 채택되었다.
기능상의 특징으로는 높은 신뢰성 외에도 '디코킹' 기능이 특징적이다. 이는 탄환을 장전하여 뒤로 젖혀진 헤머를 디코킹레버를 작동시킴으로써 원위치시키는 기능으로서 디코킹을 하면 헤머는 콕킹의 바로 전 단계인 하프 콕킹으로 돌아가지만 방아쇠를 누르면 디코킹을 하지 않았을때와 마찬가지로 탄환이 발사된다. 디코킹 기능은 장전을 한 상태로 홀스터 등에 총기를 수납할 경우 헤머가 걸려 총기를 신속히 뽑는데 방해가 되는 것을 방지하고 적에게 자신의 총기가 장전되어 있는지를 알리지 않을 수 있다는 장점이 있다.
여담으로 높은 가격에 인한 탈락에 대해 제대로 알아보자면 권총 한정으론 베레타92보다 좀 저렴하지만 예비 탄창과 정비 도구 비롯한 세트 비용이 베레타92 세트 비용보다 좀 높았기에 미군의 제식권총 사업에 놓치게 된것이다. 어찌되었거나 진실을 떠나서 결론은 가격 경쟁에서 패배했으니, 굳이 제대로 된 진실을 따질 이유가 없다. 

## 변형

### P227
P226의 .45 ACP 사양

### P228

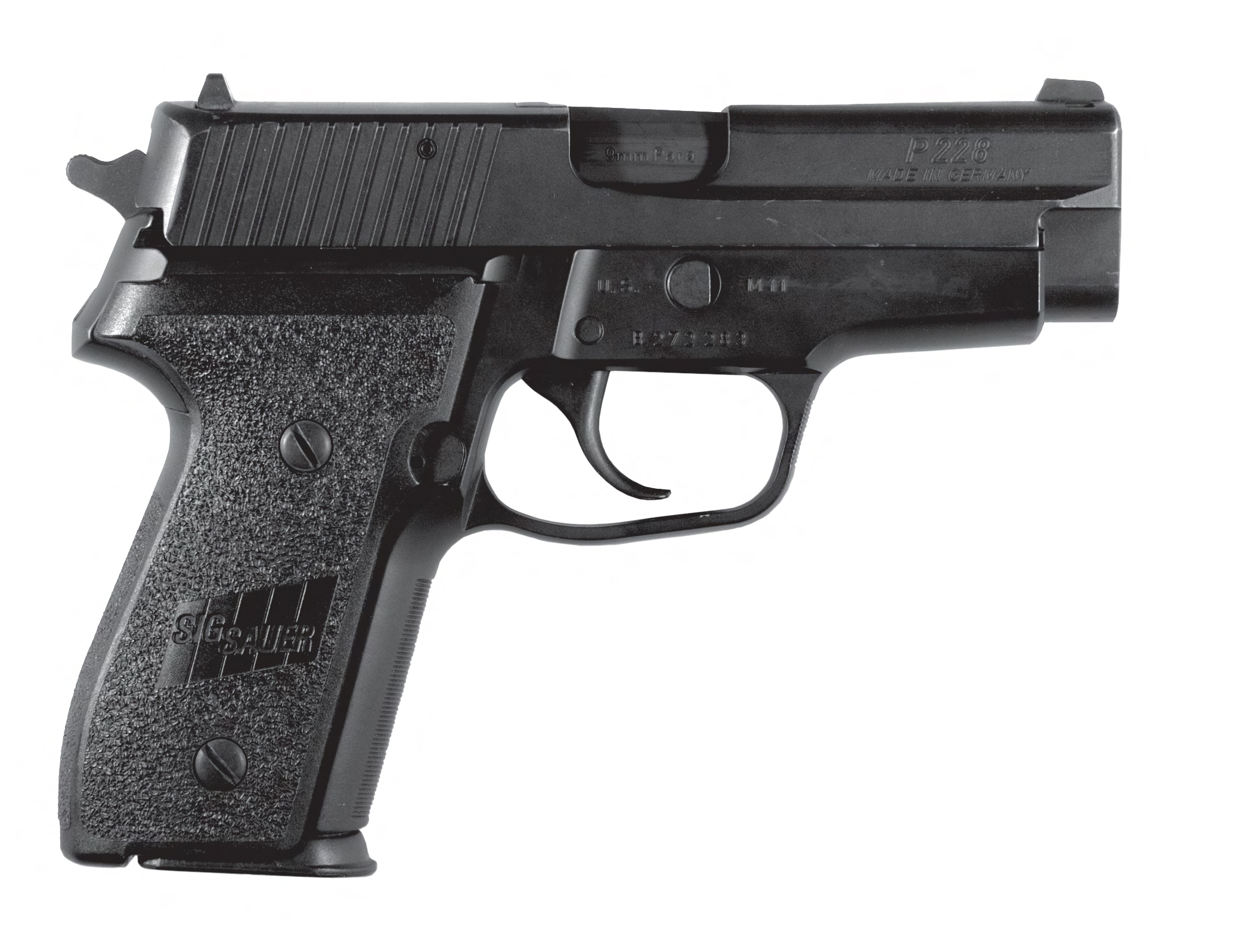
SIG P228

SIG P228은 P226의 컴팩트 모델로 1989년에 출시되었다. P226을 축소, 경량화한 탓에 가격도 역시 저렴해졌으며, 동시에 13+1발의 많은 장탄수로 인해 미군에서도 M11 권총으로 일부가 제식 채용되었다. 또한 미국 국토안보부(DHS)와 미국 연방 수사국(FBI), 마약단속국(DEA) 등 미국의 여러 사법 기관에서도 사용되고 있다. 영국군에서 장기간 사용된 FN 브라우닝 하이파워 권총을 일부 대체하였으며, 그 외에 프랑스의 GIGN, 독일의 GSG-9, 이스라엘 육군(일부), 일본 경찰의 SAT, 일본 해상보안청 특수경비대(SST), 지바(千葉) 현경 등의 항공 보안관(Sky Marshal)에서 정식으로 채택된 바 있다.
일반적으로 P228은 P226의 슬라이드를 짧게 한 것이라고 해석하는 경향이 있지만, 장탄수가 감소하는 반면 프레임이 얇아져 손이 작은 사람도 어렵지 않게 사용할 수 있게 되었다. P226과 그립이 약간 다르고 엄지손가락이 닿는 부분이 다소 움푹 파여 있어서 P226보다 비교적 쉽게 쥘 수 있다(실제로 P226과 P228은 쥘 때의 감각이 크게 차이난다). P226에 사용되는 15발 탄창과 20발 탄창 역시 사용 가능하다.
P228은 9 mm 파라벨럼 탄환을 사용하는 버전만이 존재하며, .357 SIG와 .40 S&W 탄환을 쓸 수 있도록 개량된 P229가 나오면서 판매량이 감소함에 따라 2005년을 끝으로 단종되었다.

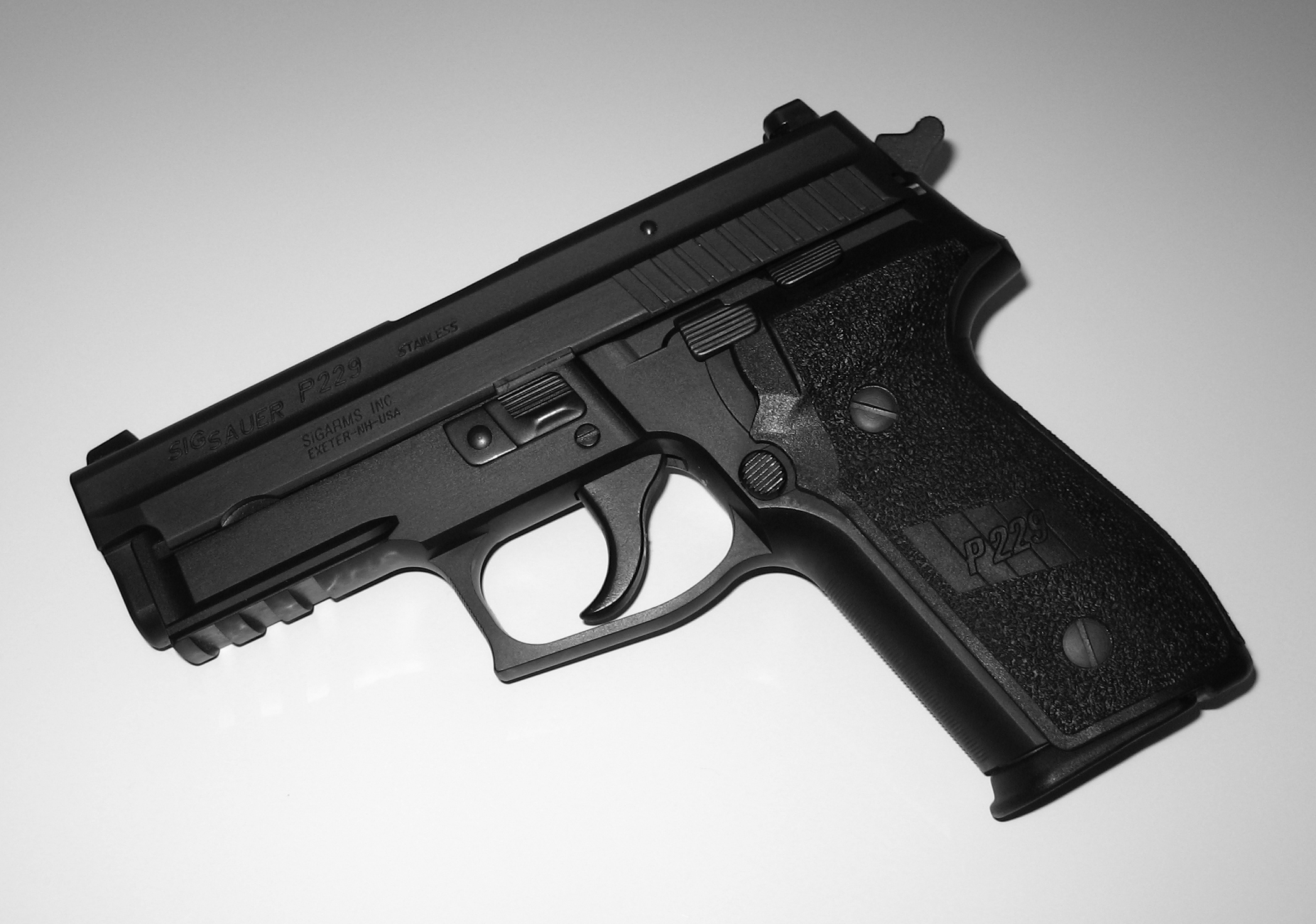
SIG P229R - P229에 레일이 추가된 버전이다.

## 영화
2015년 개봉된 영화 007 스펙터에서, 007은 본드걸에게 SIG P226 권총을 호신용으로 가지고 있으라면서, 사용법을 설명한다.

## 사용 국가

### P226
- 뉴질랜드 - 3군(육,해,공) 및 뉴질랜드 SAS
- 대한민국 - 대한민국 육군 대한민국 해군
- 독일 - 베를린 Spezialeinsatzkommando(SEK)
- 말레이시아 - 제 10 낙하산 여단(10 Paratrooper Brigade), Grup Gerak Khas, General Operations Force
- 멕시코 - 멕시코 육군(P226 Tactical), 해병대
- 미국
- 베네수엘라 - 베네수엘라군(Fuerza Armada Nacional)
- 스웨덴 - 스웨덴 경찰
- 스페인 - Grupo Especial de Operaciones
- 슬로베니아 - 슬로베니아군 및 경찰 특수부대(Specialna Enota Policije)
- 싱가포르 - 싱가포르군의 제식 권총
- 아일랜드 - Emergency Response Unit (Garda), 아일랜드 육군 레인저(Irish Army Rangers)
- 영국 - 영국군에서 제식명 L105A1(기본형)과 L105A2(P226R)로 사용, British Armed police, SAS
- 요르단 - Counter Terrorism Battalion (CTB-71st), Royal Special Guard
- 이라크 - 쿠르드 민병대 페시메르가(Peshmerga), 이라크 다국적군(Multi-National Force - Iraq)
- 이란 - Defense Industries Organization에서 ZOAF 권총으로 라이선스 생산(현재는 PC9으로 개명), 이란군의 제식 권총
- 이스라엘 - 세이렛 듀브드반(Sayeret Duvdevan / 217 부대)
- 인도 - 인도 육군, 낙하산 연대, 해군 특수부대 MARCOS, National Security Guards
- 인도네시아
- 일본 - 일본 경찰 특수급습부대(SAT), 해상자위대 특별경비대(Special Boarding Unit)
- 캐나다
- 튀르키예 - 터키군 Maroon Berets
- 포르투갈 - 포르투갈군 및 경찰
- 폴란드 - 폴란드 해군 특수부대 GSP FORMOZA
- 핀란드 - 핀란드 육군 평화유지군 및 군악대(9.00 PIST SIG-Sauer)
- 필리핀 - 필리핀 경찰, 국가정보국(National Intelligence Coordinating Agency)

### P228
- 조지아
- 말레이시아
- 미국
- 스웨덴
- 아랍에미리트
- 알바니아
- 영국
- 일본
- 캐나다
- 프랑스

### P229
- 미국
- 영국
- 튀르키예